# Włodzimierz Bludnik
Włodzimierz Bludnik (biał. Уладзімір Блюднік; ur. 1 września 1975 w Grodnie) – białoruski malarz, poeta, prozaik.
Włodzimierz Bludnik studiował w latach 1993–1998 w Akademii Sztuk Pięknych w Poznaniu, w 1998 uzyskał dyplom w pracowni litografii prof. Lucjana Mianowskiego; zajmuje się rysunkiem, malarstwem i grafiką. Prace Bludnika znajdują się w zbiorach prywatnych na Białorusi, w Polsce, Kanadzie, Stanach Zjednoczonych, Niemczech, Hiszpanii, Holandii і Wenezueli.
Bludnik mieszka w Poznaniu, jest członkiem tamtejszego Białoruskiego Kulturalno-Naukowego Centrum.